# Io Volcano Observer

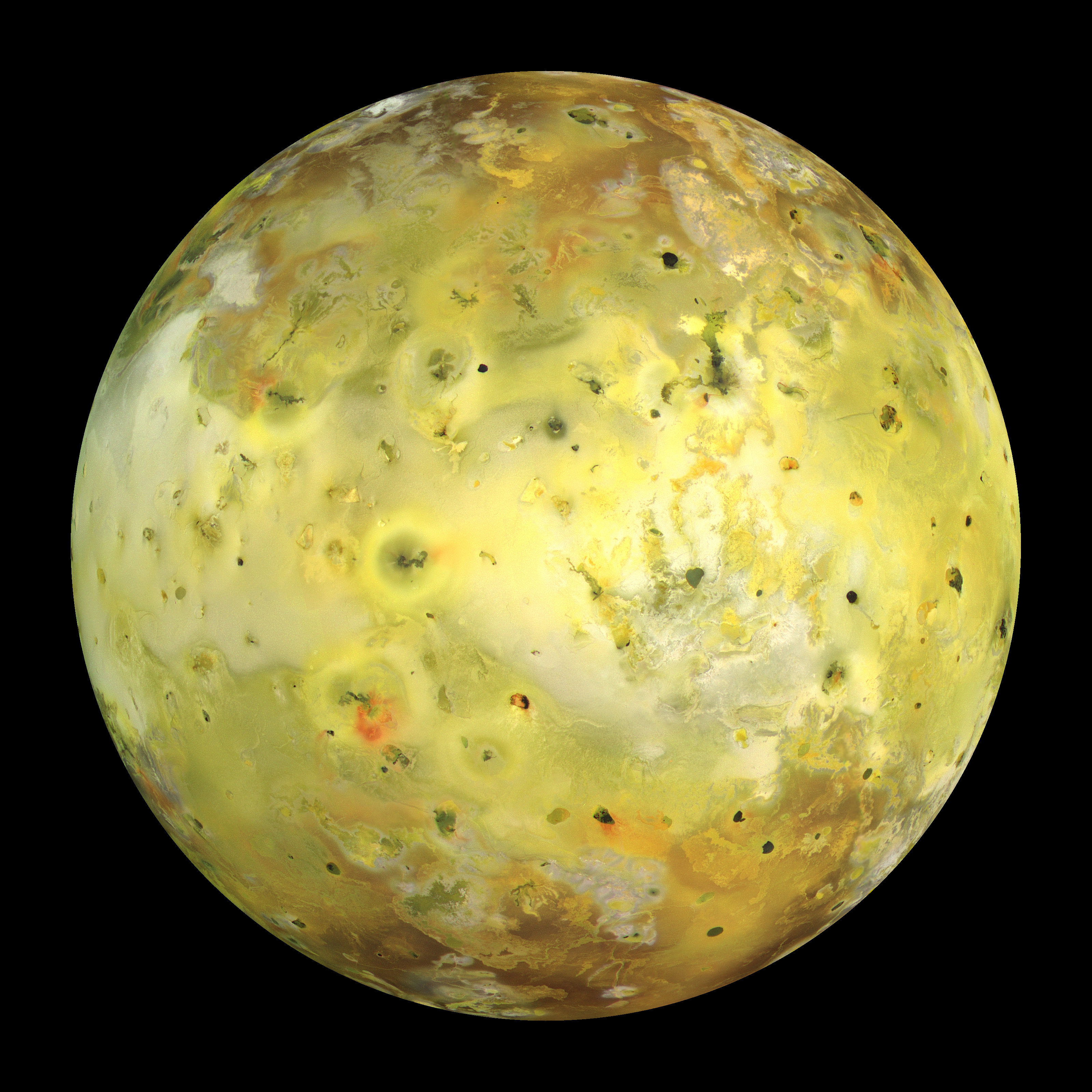
Io (foto:NASA)

Io Volcano Observer (IVO) är en föreslagen rymdsond för att studera jupitermånen Io.
Konceptet togs fram för NASA av University of Arizona under Discovery & Scout Mission Capability Expansion (DSMCE).
Den ses som en kandidat till både Discovery-programmet och New Frontiers-programmet.